# Wernberg-Köblitz

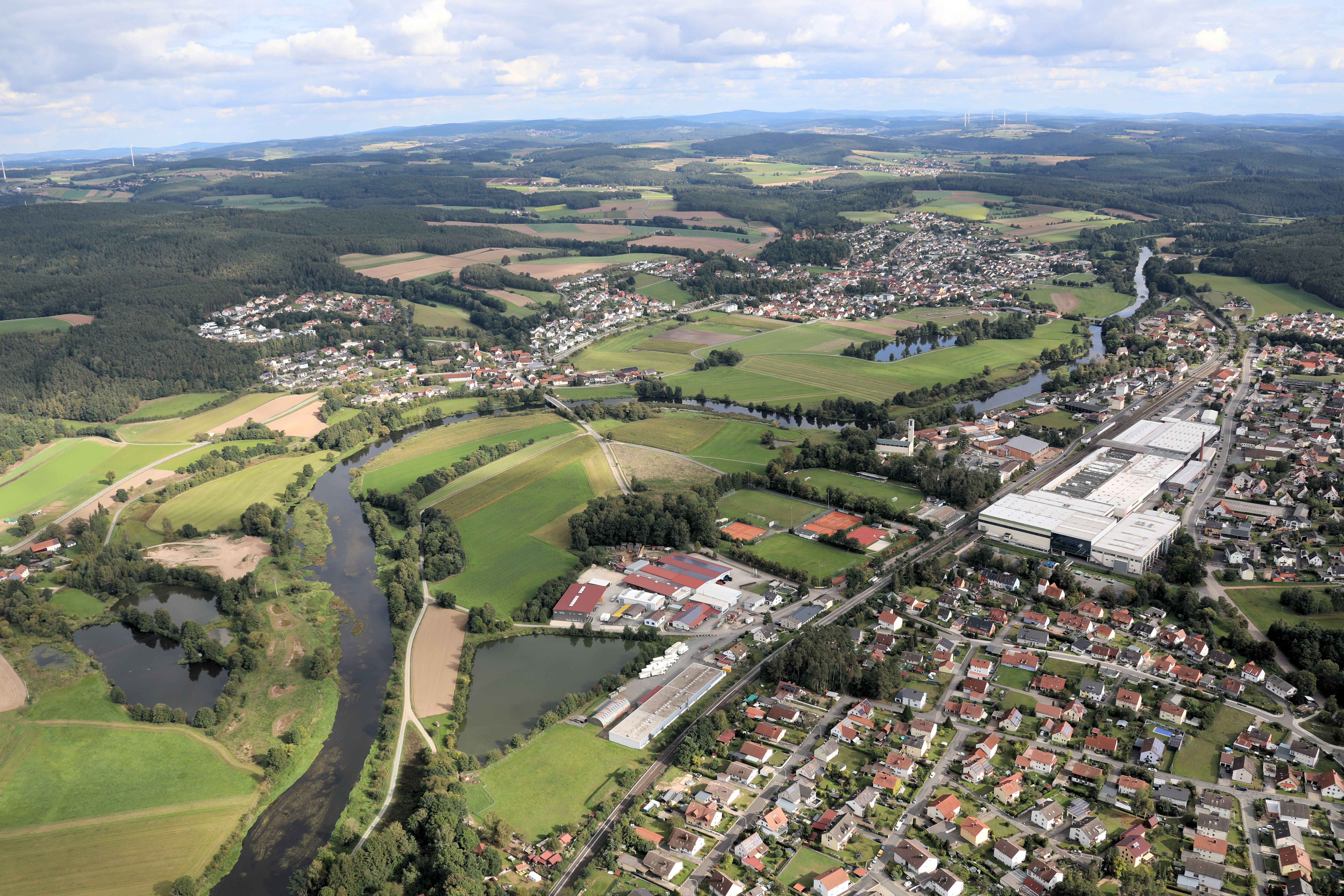
Unterköblitz, Oberköblitz, Wernberg (2023)

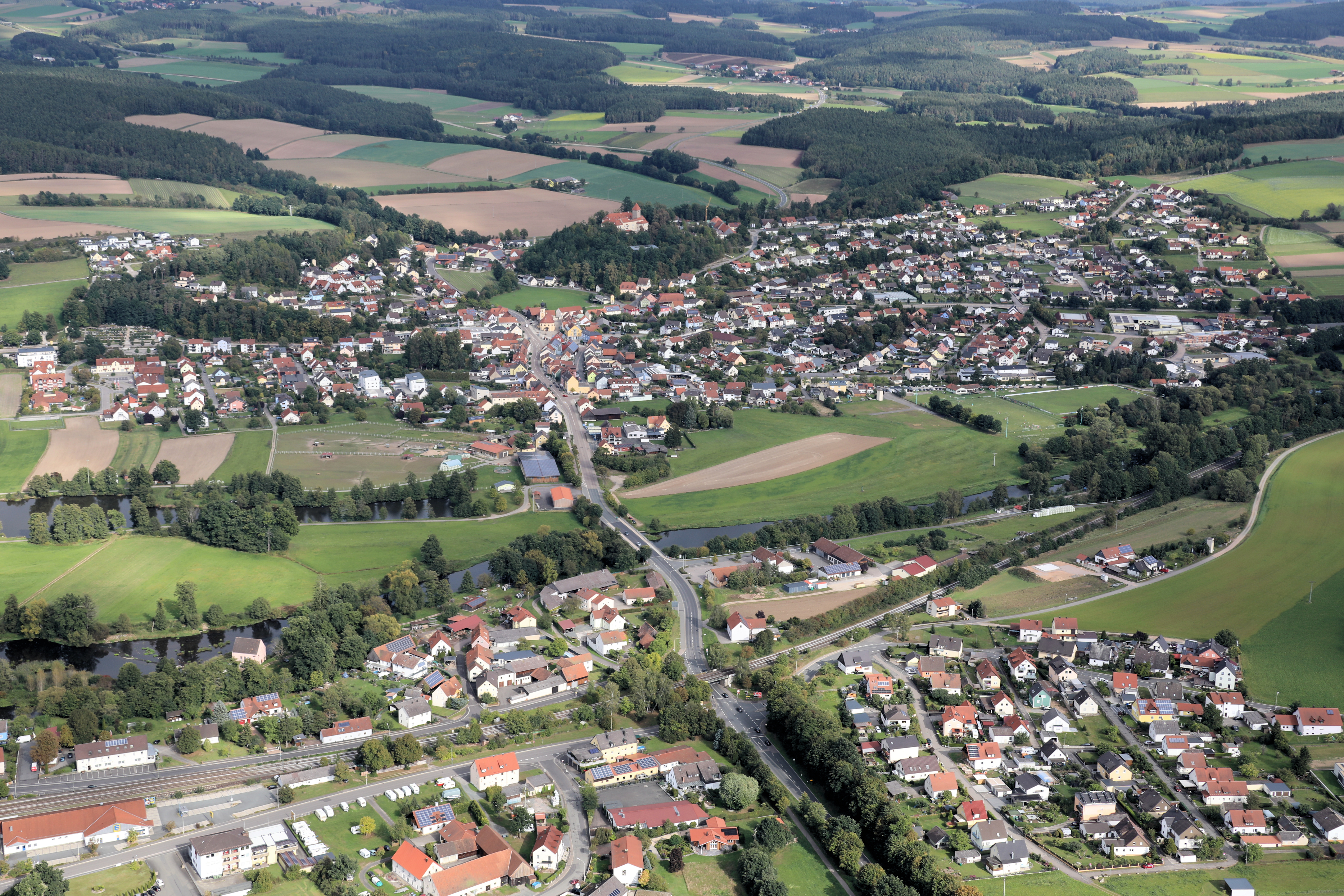
Unterköblitz, Naab, Wernberg (2023)

Wernberg-Köblitz ist ein Markt im Oberpfälzer Landkreis Schwandorf.

## Geographie
Wernberg-Köblitz liegt etwa 30 Kilometer westlich der Landesgrenze zu Tschechien im mittleren Oberpfälzer Wald auf einer Höhe von 377–600 Metern.

### Nachbargemeinden
Die Nachbargemeinden (im Uhrzeigersinn) sind: Pirk, Leuchtenberg, Trausnitz, Pfreimd, Nabburg, Schmidgaden, Schnaittenbach, Luhe-Wildenau.
| Luhe-Wildenau 6 km  | Pirk 10 km                                  | Leuchtenberg 10 km |
| Schnaittenbach 9 km | Kompassrose, die auf Nachbargemeinden zeigt | Trausnitz 9 km     |
| Schmidgaden 14 km   | Nabburg 10 km                               | Pfreimd 6 km       |

### Gemeindegliederung
Die Gemeinde hat 26 Gemeindeteile (in Klammern ist der Siedlungstyp angegeben):
- Alletshof (Einöde)
- Damelsdorf (Dorf)
- Deindorf (Kirchdorf)
- Diebrunn (Dorf)
- Feistelberg (Weiler)
- Friedersdorf (Weiler)
- Glaubendorf (Pfarrdorf)
- Gröbmühle (Einöde)
- Kettnitzmühle (Dorf)
- Kötschdorf (Dorf)
- Losau (Dorf)
- Maierhof (Dorf)
- Neunaigen (Kirchdorf)
- Oberköblitz (Kirchdorf)
- Oberndorf (Weiler)
- Prügelhof (Einöde)
- Rattenberg (Weiler)
- Saltendorf (Kirchdorf)
- Schiltern (Dorf)
- Schmalhof (Einöde)
- Schwarzberg (Weiler)
- Trad (Einöde)
- Unterköblitz (Pfarrdorf)
- Wernberg (ehemaliger Markt)
- Wohlsbach (Dorf)
- Woppenhof (Kirchdorf)

Daneben bestehen die Einöden Kühlohe, Scharlhof und Waldfrieden, die jedoch keine amtlich benannte Gemeindeteile sind.

## Geschichte

### Namensherkunft
Der Name Wernberg-Köblitz ist im Zuge der Gebietsreform aus den beiden früher selbständigen Gemeinden Wernberg und Oberköblitz entstanden. Namensträger des Ortsteils Wernberg war die Burg Wernberg, deren Bezeichnung 1280 erstmals als „Werdenberch“ erkennbar wurde und sich schrittweise über Werdenberg, Wernberch, zu Wernberg entwickelte. Der zweite Teil des Ortsnamens lässt sich erstmals 1277 unter dem Namen Kolbilz nachweisen, der über Chobolst, Choblicz, Koglicz zu Köblitz führte. Durch die zwischenzeitig entstandenen Siedlungen wurde ab Mitte des 14. Jahrhunderts in Ober- und Nieder-, heute in Ober- und Unterköblitz differenziert. Landläufig prägte sich ab dem beginnenden 17. Jahrhundert für den Ortsteil Unterköblitz der Name „am Sand“ ein. Das Bestimmungswort des ersten Namens ist wohl „wert“ im Sinne von „wert, kostbar, herrlich“, wobei auch „wern, weren“ im Sinne von „schützen, verteidigen“ nicht auszuschließen ist. Der zweite Teil des Namens leitet sich vom slavischen Namen *Kobylica, kobyla, „Stute, Gestüt“ ab.

### Bis zur Gemeindegründung
Unmittelbar unterhalb der Burg, die erstmals 1280 beim Verkauf durch die Landgrafen von Leuchtenberg an Konrad von Paulsdorf urkundlich wurde, entwickelten sich im Umgriff einzelne wenige Gebäude für zugehörige Dienstleute und Abhängige. Diese wurden auf Basis der für die Herrschaft Wernberg 1406 verliehenen Hochgerichtsbarkeit zur Beratung und als Schöffen zugezogen. Ab der ersten Hälfte des 16. Jahrhunderts bürgerte sich dafür bezeichnenderweise der Name Unterwernberg ein.
Die Lage und die Ortsbezeichnungen Ober- und Unterköblitz sprechen für ausgedehnte Streusiedlungen in der Landnahmezeit, die erst durch die Kirche in Oberköblitz dörflichen Charakter entwickelten. Die seit 1286 nachgewiesene Pfarrei St. Emmeram in Köblitz war und blieb im weiten Umkreis, auch für die Burg Wernberg religiöses Zentrum.
In der zweiten Hälfte des 14. Jahrhunderts wurde ein Eisenhammers in Köblitz-Diebrinn errichtet, an dem eine Schütte für das in Amberg und Sulzbach geförderte Erz angegliedert war. Ab der zweiten Hälfte des 15. Jahrhunderts verlagerten sich langsam die Ost-West-Verkehrsströme der Goldenen Straße über Hirschau-Weiden-Bärnau auf die heutige Verkehrsführung, der früher „verbotenen Straße“, nach Böhmen. Die Handelsbeziehungen zwischen Nürnberg und Prag wurden immer wichtiger und damit der Kreuzungspunkt mit der uralten Verbindung Regensburg-Eger. Die Talsenken des Schilter- und Kötschdorfer Baches gewannen im Aufstieg zum Böhmerwald an Bedeutung. Um die Zeit der Teilung der Herrschaft Wernberg zwischen den Nothaft-Erben wurde um 1470 die Taverne an der Burg ins Tal verlagert. Etwa zur selben Zeit entstand in unmittelbarer Nähe davon eine Mühle. Langsam siedelten sich dann einige Handwerker und Händler an, die im Nebenerwerb Landwirtschaft betrieben. Sie hatten nur ein bescheidenes Auskommen. Diese Kleinsiedlung erhielt den Namen „Schütthütten“. Es liegt die Vermutung nahe, dass der Name von der ebenfalls dorthin verlagerten Eisenerz-Verteilstation herrührt, die ursprünglich in Köblitz lag. Der Name für die Siedlung Schütthütten, auch Schüthütt ist in den historischen Straßenkarten noch bis in die Mitte des 18. Jahrhunderts nachgewiesen. Ab dann wurde der Name der Burg auch für die unterhalb liegende Siedlung als Markt Wernberg gebräuchlich.
Auslöser für die Entwicklung waren herrschaftliche Fördermaßnahmen. Schritt für Schritt wuchsen die beiden Ortsteile Unterwernberg und Schütthütten ab dem 15. Jahrhundert zusammen und verschmolzen zum Ort Wernberg. Der damalige Herrschafts-Inhaber Georg Wispeck baute die St. Anna-Kirche als Filiale der Pfarrei Oberköblitz, in die er nach Fertigstellung 1516 das Schlossbenefizium Burgkapelle übertrug. Nach dem Übergang der Herrschaft Wernberg an die Landgrafen von Leuchtenberg (1530) wurde dann im Jahr 1560 dem Rat und Gericht zu Unterwernberg ein eigenes Wappen verliehen. Damals hatte der Ort 28 steuerpflichtige Hausbesitzer. 1583 wurde die eigenständige Steuererfassung für die Kommune erlaubt, und 1592 wurden schließlich dem neu entstandenen Markt die herrschaftlichen Liegenschaften im Ort übertragen. Parallel dazu hatte der Landgraf Georg Ludwig von Leuchtenberg zur Verkehrsförderung im Jahr 1589 eine neue, große Brücke zwischen Unterköblitz und Schütthütten über die Naab errichten lassen und dafür vom Reichstag in Regensburg als neuer Reichshofratspräsident 1594 die Genehmigung einer Zollstelle erlangt. Diese Zollstation entwickelte sich und hatte als Hauptstation und Acciseamt Wernberg 1641 mehrere Nebenmauten.
Im Dreißigjährigen Krieg wirkte sich die Lage an den militärisch viel benutzten Haupt- und Durchzugstraßen belastend aus. Der Ort wurde schwer geschädigt. Nachdem er sich nach Ende des Krieges langsam wieder erholt hatte, vernichtete am 10. Juni 1687 erneut eine schwere Feuersbrunst den gesamten Ort. Erst Anfang des 18. Jahrhunderts waren die Kriegsfolgen und die Auswirkungen des Marktbrandes überwunden. 1723 zählte der Ort dann 66 Anwesen, wobei die berufliche Struktur der Bevölkerung, Kleingewerbetreibende, Handwerker und Gaststätten den hohen Einfluss der verkehrsbedingten Beschäftigungsmöglichkeit zeigt. Dazu kam das aufblühende Postwesen. Bereits kurz vor dem Dreißigjährigen Krieg war durch die Taxispost ein Postlauf von Köln und Frankfurt nach Prag eingerichtet worden, der im Sommer 1618 über Waidhaus-Pilsen und damit über Wernberg verlegt wurde. Er scheint bis zum Ende des Dreißigjährigen Krieges fortbestanden zu haben. 1664 hatte dann die Taxis’sche Post für Bayern die Erlaubnis zur landesweiten Ausbreitung erhalten. Karten über Postrouten entstanden. Schüthütt-Wernberg wurde 1671 auf der Finkh’schen Karte als Postort ausgewiesen. 1705 entstand aus der Poststation die taxisch- kaiserliche Reichsposthalterei.
Aus dem Edikt zur Gemeindebildung Anfang des 19. Jahrhunderts ging schließlich die Marktgemeinde Wernberg in neuerer Form hervor, die 1828 in den Siedlungen Wohlsbach, Wernberg-Markt und Schloßberg mit 116 Wohngebäuden 554 Einwohner umfasste. Zum gleichen Zeitpunkt wurde aus den Siedlungen Diebrunn, Feistelberg, Unterköblitz, Wernberg Bahnhof und Oberköblitz die Gemeinde Oberköblitz gebildet, die mit 81 Wohngebäuden 384 Einwohner auswies.

### 19. und 20. Jahrhundert
Die Gemeinden gehörten zum Landgericht älterer Ordnung Nabburg, aus dem 1862 das gleichnamige Bezirksamt, der spätere Landkreis Nabburg hervorging. 1863 hatte die Ostbahnlinie mit einer Bahnstation in Unterköblitz und dem Namen Bahnhof Wernberg den Betrieb aufgenommen.
Die Bevölkerungszahl hat sich seit dem Zweiten Weltkrieg verdoppelt. Auslöser für das große Wachstum insbesondere in Unterköblitz war die seit 1938 in Unterköblitz ansässige Sigla, einem Zweigwerk der Sicherheitsglas GmbH aus Kunzendorf/Niederlausitz (jetzt Polen). Diese Fabrik war für Heimatvertriebene ein Anlaufpunkt im vertrauten Gewerbe und bot Beschäftigungsmöglichkeit. Ganze Siedlungen entstanden in kürzester Zeit neu.
Die in den 70er Jahren des letzten Jahrhunderts durchgeführte Gebietsreform hatte auf die Gemeinde erhebliche Auswirkungen. Im Jahre 1972 wurde die ehemalige Gemeinde Losau in den Markt Wernberg eingegliedert, und mit Wirkung vom 1. Januar 1974 wurde schließlich aus dem Markt Wernberg und der Gemeinde Oberköblitz der Markt Wernberg-Köblitz gebildet.
Am 1. Januar 1978 kamen Teile der aufgelösten Gemeinde Saltendorf hinzu. Am 1. Mai 1978 folgte der Großteil der aufgelösten Gemeinde Glaubendorf. Zuvor wurden am 1. Januar 1971 Deindorf in die Gemeinde Glaubendorf und am 1. Januar 1972 Losau in den Markt Wernberg, Neunaigen in die Gemeinde Oberköblitz und Woppenhof in die Gemeinde Glaubendorf eingegliedert.
Die jüngste Entwicklung ist geprägt durch den Bau der Autobahnen und dem Autobahnkreuz Oberpfälzer Wald. Die besseren Verkehrsanbindungen begünstigten die Erschließung neuer Industriegebiete, die mit dem Logistikzentrum der Fa. Conrad ihren Anfang nahmen.

## Bilder

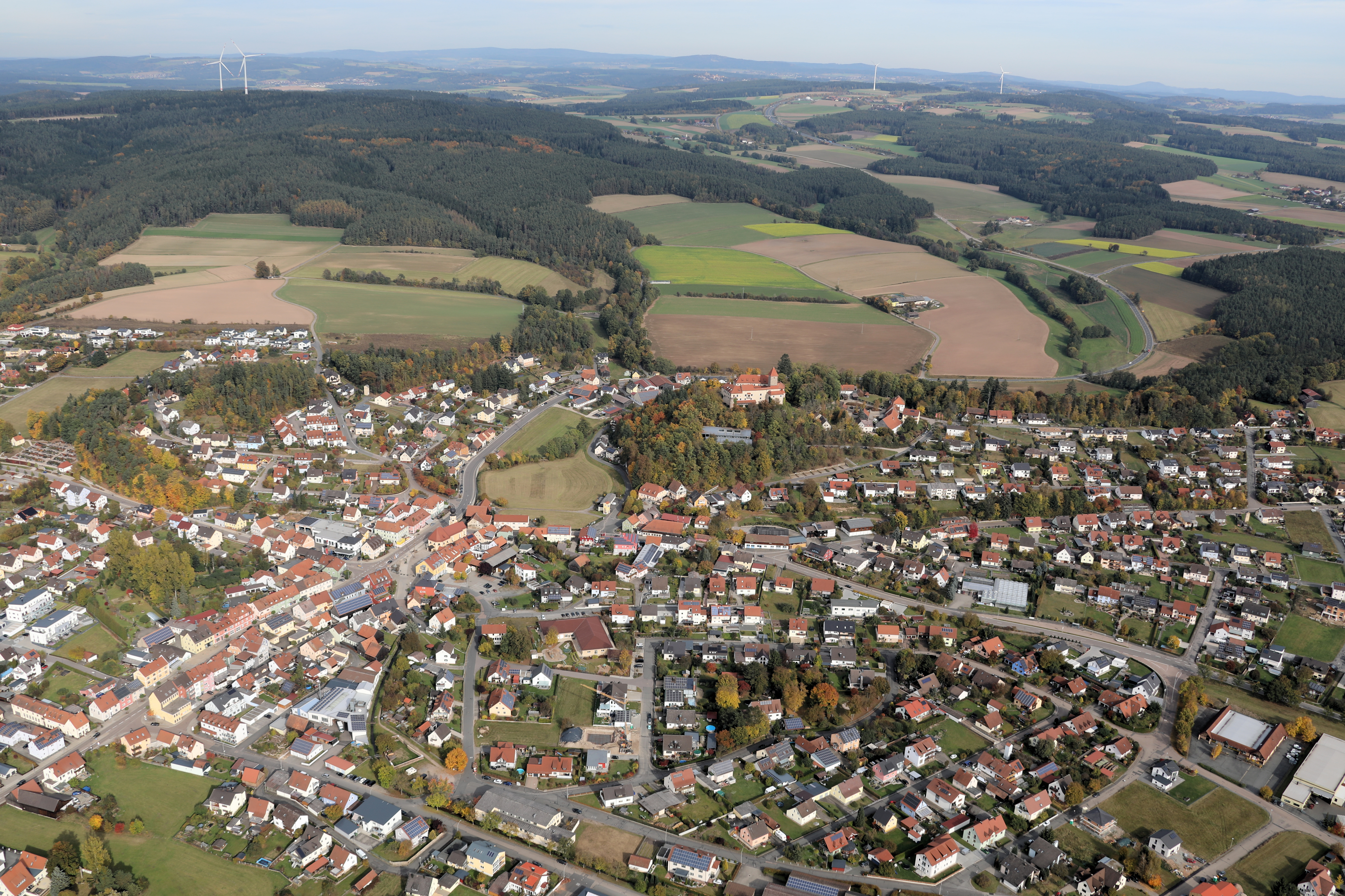
Wernberg (2021)
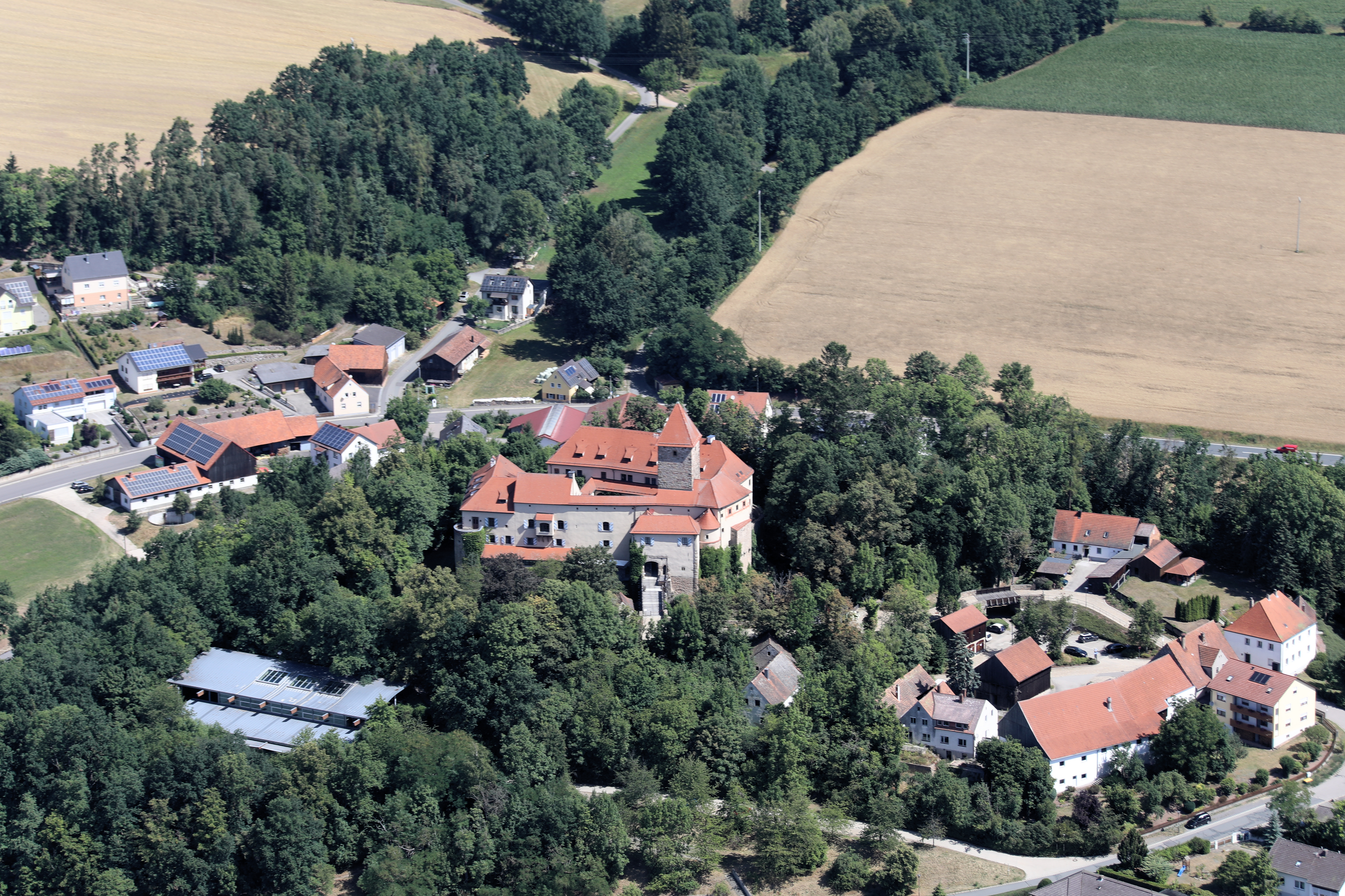
Burg Wernberg (2022)
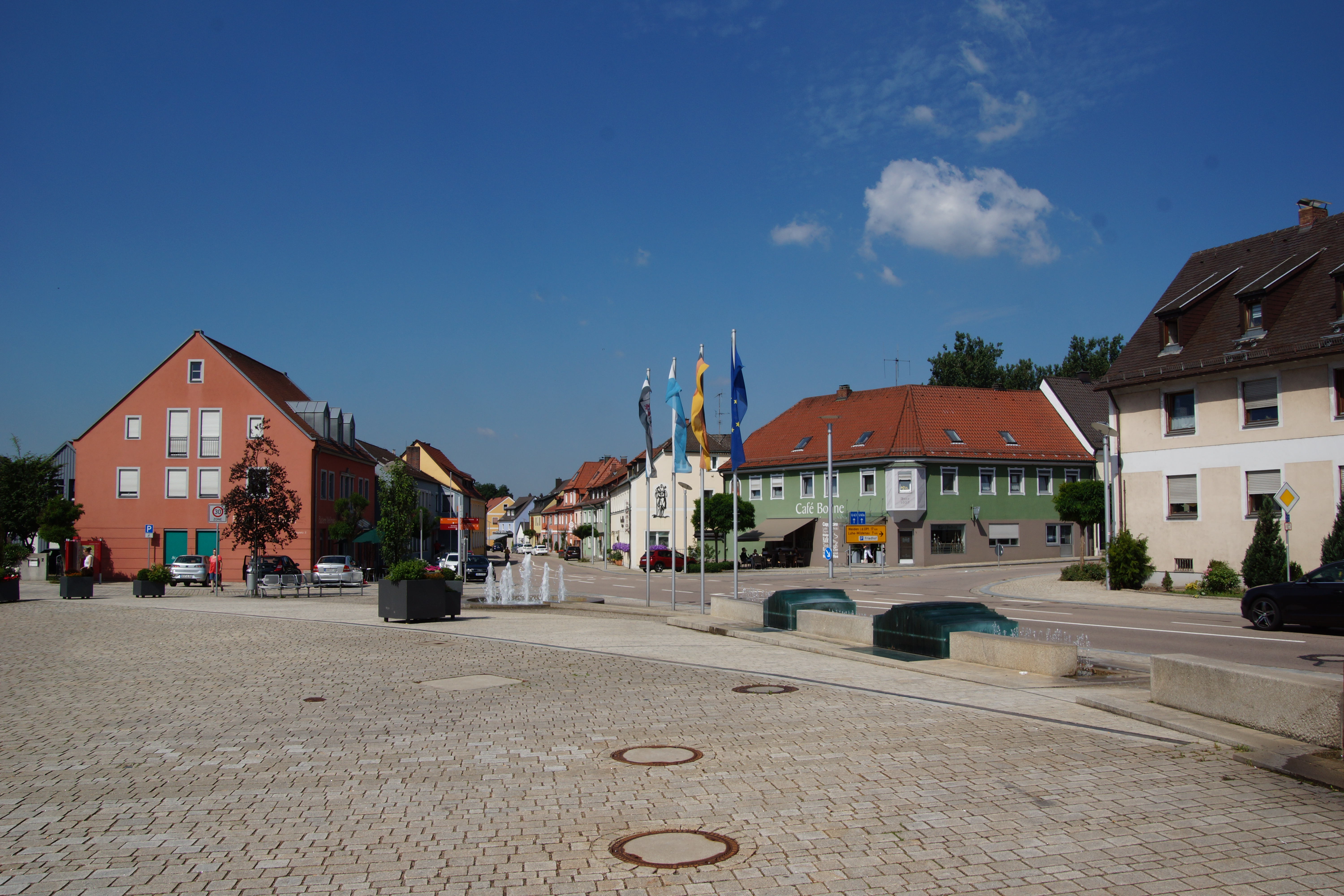
Marktplatz von Wernberg (2017)
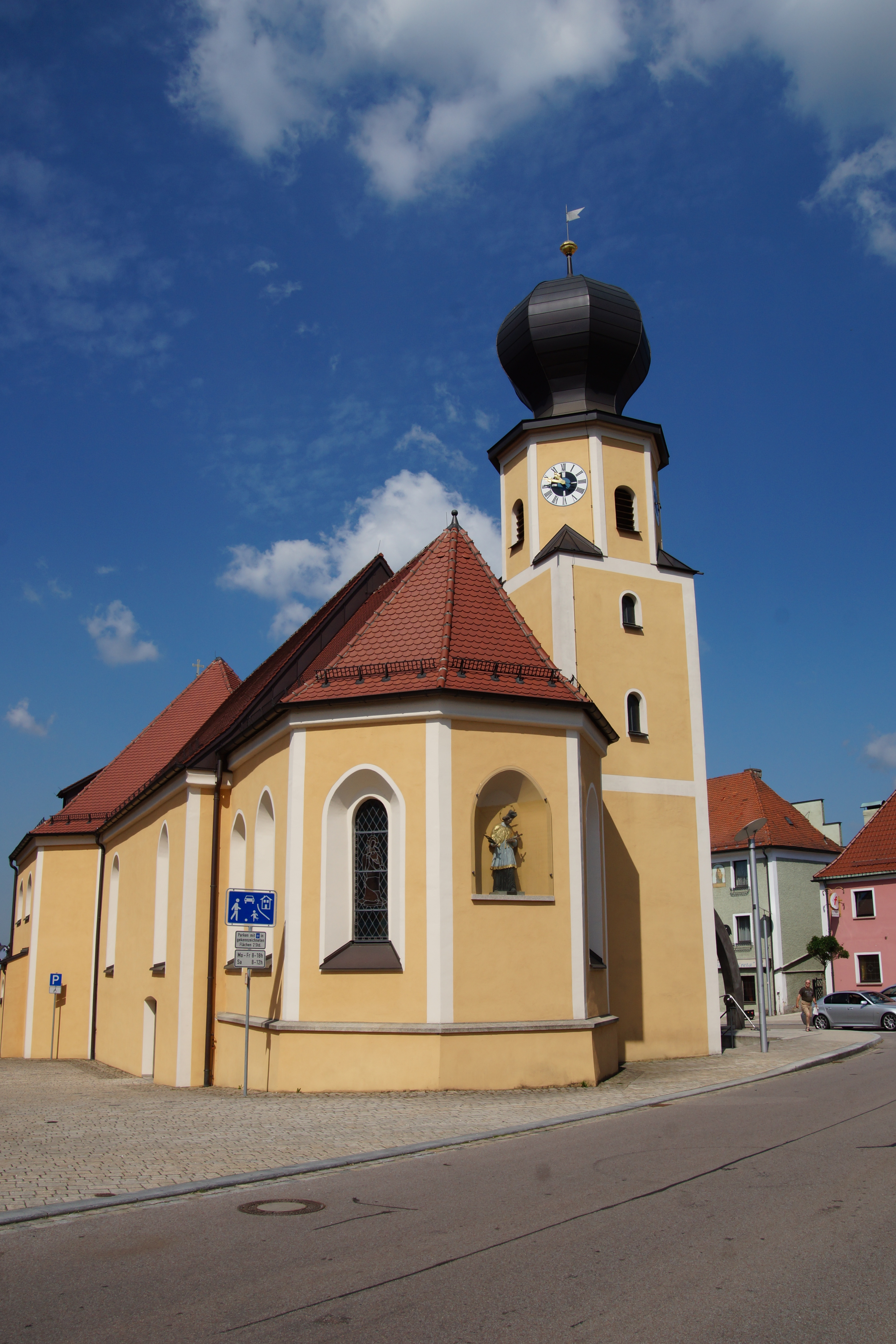
Katholische Kirche St. Anna (2017)
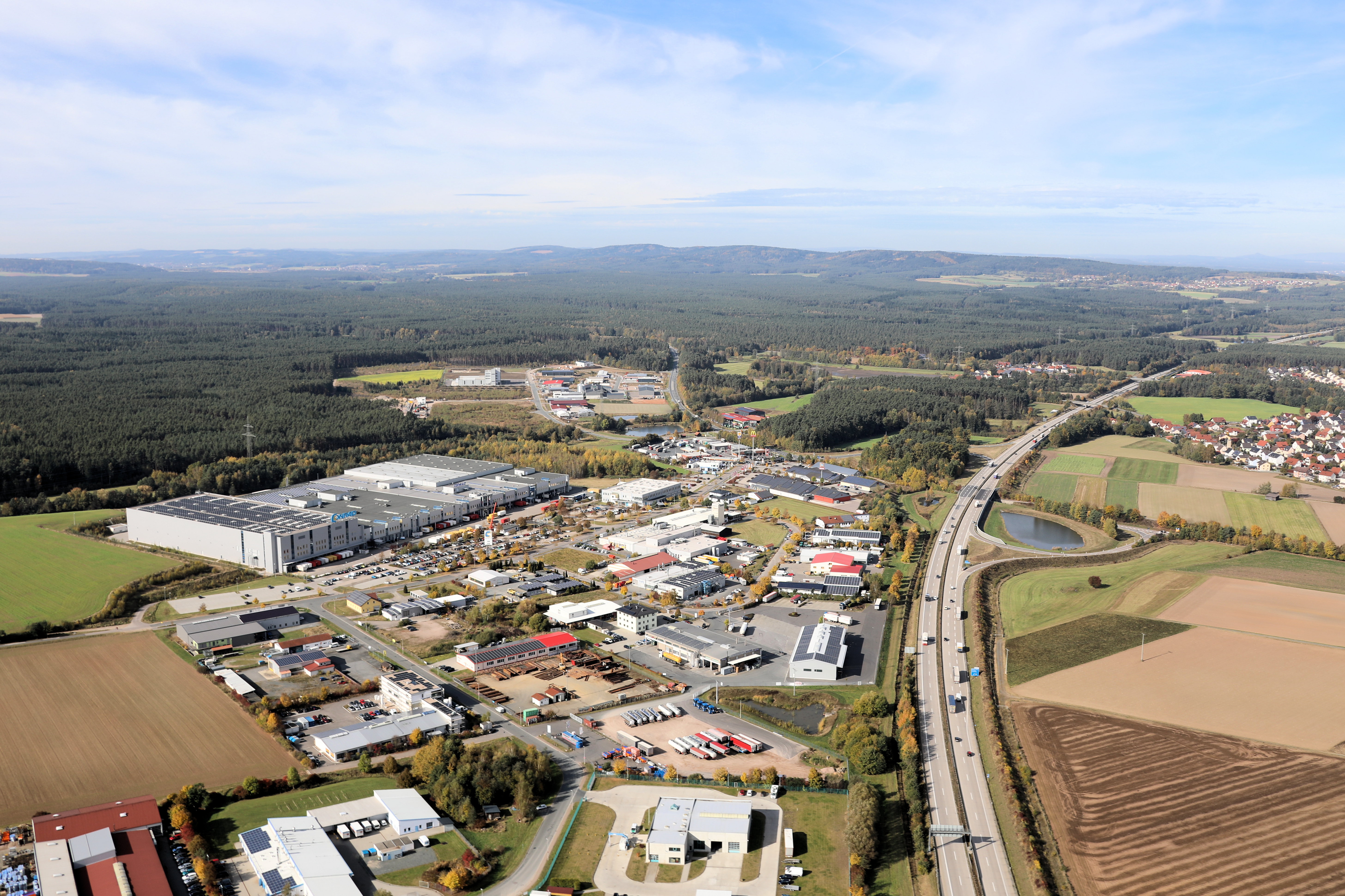
Industriegebiet (2021)
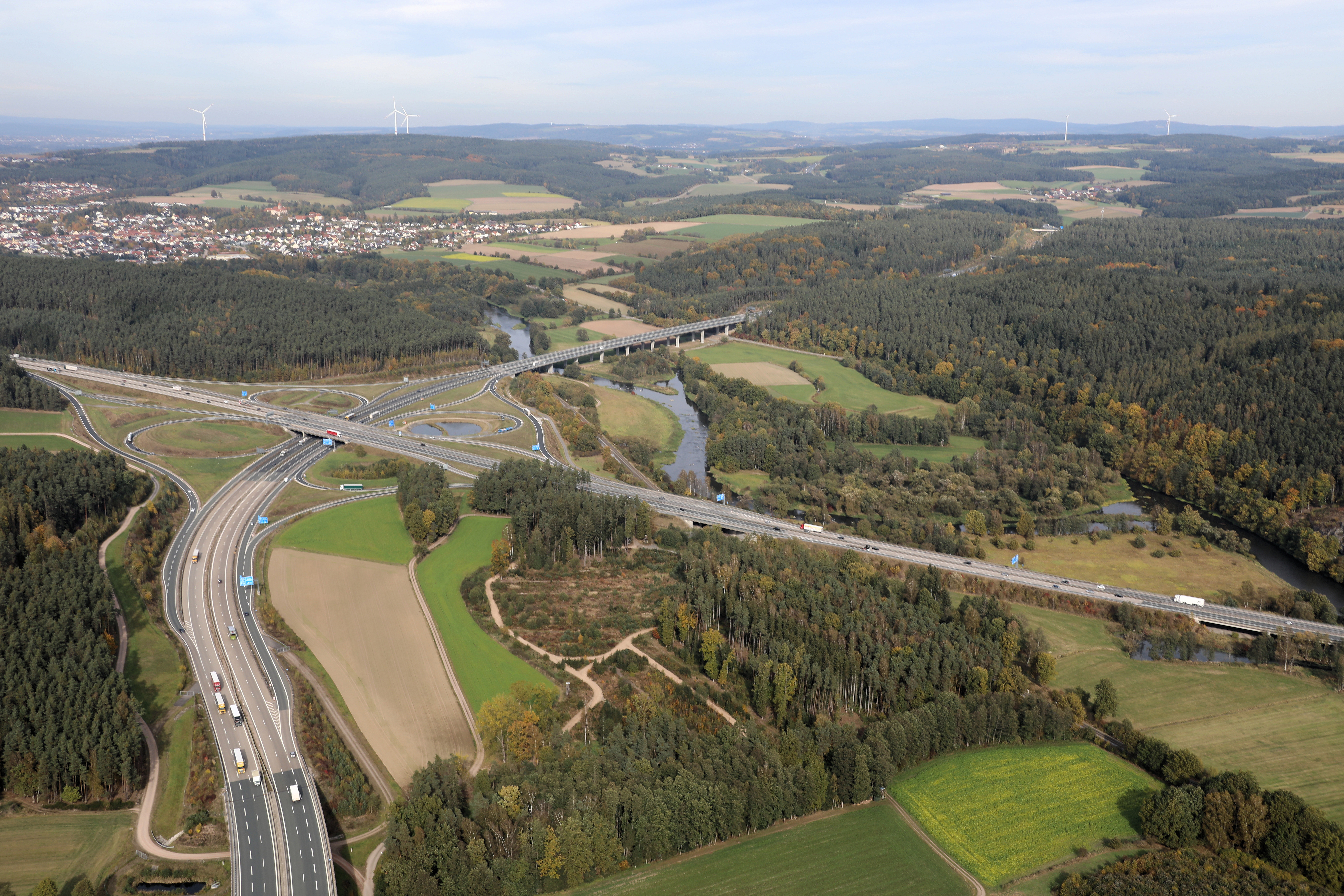
Autobahnkreuz Oberpfälzer Wald (2021)

### Einwohnerentwicklung
Zwischen 1988 und 2018 wuchs der Markt von 5598 auf 5650 um 52 Einwohner bzw. um 0,9 %.
| Stand | Einwohner |
| ----- | --------- |
| 1840  | 2462      |
| 1871  | 2729      |
| 1900  | 2580      |
| 1925  | 2578      |
| 1939  | 2639      |
| 1950  | 3728      |
| 1961  | 4414      |
| 1970  | 5417      |
| 1987  | 5655      |
| 2007  | 5722      |

| Stand  | Einwohner |
| ------ | --------- |
| 2008   | 5694      |
| 2009   | 5656      |
| 2010   | 5643      |
| 2011 * | 5655      |
| 2012   | 5622      |
| 2013   | 5586      |
| 2014   | 5581      |
| 2015   | 5685      |
| 2016   | 5661      |
| 2017   | 5703      |

## Politik

### Bürgermeister
Erster Bürgermeister ist seit 2017 Konrad Kiener (CSU), der bei der Bürgermeisterwahl am 24. September 2017 bei einem Gegenkandidaten 63,8 % der Stimmen erhielt. Sein Vorgänger Georg Butz (CSU, * 1951) war seit 1999 im Amt und wurde zuletzt am 25. September 2011 im ersten Wahlgang mit 1188 von gültigen Stimmen 1378 im Amt bestätigt.

### Marktgemeinderat
Die Gemeinderatswahlen seit 2014 ergaben folgende Stimmenanteile bzw. Sitzverteilungen:
| Partei/Liste                                               | 2020 | 2020  | 2014  |
| Partei/Liste                                               | %    | Sitze | Sitze |
| ---------------------------------------------------------- | ---- | ----- | ----- |
| CSU                                                        | 34,0 | 7     | 7     |
| SPD                                                        | 19,4 | 4     | 4     |
| Freie Wähler Wernberg                                      | 18,2 | 3     | 3     |
| Wählergruppe Neunaigener-Land                              | 8,3  | 2     | 2     |
| Wählergemeinschaft Saltendorf                              | 7,3  | 1     | 2     |
| Wählergemeinschaft Glaubendorf-Woppenhof-Losau             | 8,2  | 2     | 1     |
| Liste Freie Bürger Union – Ökologisch-Demokratische Partei | 4,7  | 1     | 1     |
| Gesamt                                                     | 100  | 20    | 20    |

### Wappen
| | Blasonierung: „In Silber über einem unterhalben schwarzen Zahnrad nebeneinander ein blaues Kirchengebäude mit dreigeschossigem Turmdach und ein über Eck gestellter roter Zinnenturm, dem ein silberner Schild, darin ein blauer Balken, aufgelegt ist.“ |
| Wappenbegründung: In dem Wappen wurden Elemente des Köblitzer Wappens und des alten Wernberger Wappens übernommen. Wappenführung seit dem 3. Januar 1975 | |

### Gemeindepartnerschaften
Zwischen dem Markt Wernberg-Köblitz und der gleichnamigen österreichischen Gemeinde Wernberg in Kärnten besteht seit 1977 eine partnerschaftliche Verbindung. Im Jahr 2010 kam eine Partnerschaft mit der tschechischen Nachbarstadt Bor u Tachova (Haid) hinzu.

### Gründungsdaten der Freiwilligen Feuerwehren
Am bayerischen Landesverband liegen aus den Berichten der Bezirks-Feuerwehrausschüsse folgende Gründungsdaten vor:
| Wernberg    | 01.03.1874 |
| Losau       | 01.01.1879 |
| Saltendorf  | 11.05.1879 |
| Oberköblitz | 26.05.1879 |
| Neunaigen   | 12.08.1879 |
| Glaubendorf | 23.04.1882 |
| Woppenhof   | 12.08.1885 |

## Sehenswürdigkeiten
- Burg Wernberg, historische Burg[29]
- Katholische St.-Anna-Kirche, Wernberg
- Katholische St.-Emmeram-Kirche, Oberköblitz
- Turmhügel Kötschdorf

## Wirtschaft und Infrastruktur

### Ansässige Unternehmen
- Versandzentrum Logistikcentrum (LOC) Conrad Electronic SE und die Filiale Conrad Electronic Wernberg GmbH
- Unterköblitz ist Sitz der Flachglas Wernberg GmbH
- Dr. Loew Soziale Dienstleistungen

### Verkehr
Schienenverkehr
Durch den Bahnhof Wernberg an der Bahnstrecke Regensburg–Weiden bestehen Verbindungen nach Regensburg über Schwandorf und nach Hof über Weiden, es verkehren Züge der Oberpfalzbahn.
Straßenverkehr
Wernberg-Köblitz ist durch die Bundesautobahn 93 und die Bundesautobahn 6 an das Autobahn-Verkehrsnetz angeschlossen. Diese beiden Autobahnen kreuzen sich ca. 2 km südlich von Wernberg im Kreuz Oberpfälzer Wald.
Durch Wernberg führt in Nord-Süd-Richtung die Staatsstraße 2657, nach Westen führt die Staatsstraße 2399, nach Osten die Kreisstraße SAD 25, nach Südosten die Kreisstraße SAD 32.

## Persönlichkeiten

### Söhne und Töchter der Gemeinde
- Heinrich Notthafft (1370–1440), Viztum, kaiserlicher Rat
- Joseph Seitz (1864–1928), Gewerkschafter
- Michael Sir (1862–1937), Bürgermeister, Land- und Reichstagsabgeordneter
- Joseph Kehrer (1909–1945), Landrat und Blutzeuge für Altötting

### Weitere
- Marianne Schieder (* 1962), Mitglied des deutschen Bundestages
- Leo Bäumler (1925–2008), Bildhauer[31]